# Ciprnik
Ciprnik (1745 m) je razgledni vrh na jugozahodnem koncu pobočja, ki poteka med dolino Male Pišnice in Planice. Severovzhodni vrh gore  predstavlja vrh Vitranc (1638 m), pod katerim se nahajajo kranjskogorska smučišča. Najlažji dostop na Ciprnik je zložna pot po vrhu grebena od Doma na Vitrancu (pot gre skozi macesnov gozd in se dvigne le za 100 m). Z vrha Ciprnika je razgled na Ponce, Jalovec, Planico, Tamar, Mojstrovko in Slemenovo špico, na dolino Male Pišnice, Martuljške gore (Špikova skupina), Karavanke, Dobrač in avstrijske tritisočake. 